# Cruria
Cruria é um gênero de traça pertencente à família Arctiidae.